# Clubiona ovalis
Clubiona ovalis là một loài nhện trong họ Clubionidae.
Loài này thuộc chi Clubiona. Clubiona ovalis được miêu tả năm 1991 bởi Zhang.